# ラコニクス
ラコニクス（古希: Λακωνικός、Laconicus、在位: 紀元前192年）は、最後のスパルタ王である。

## 経歴
独立したスパルタの最後の王であるナビスの殺害後、ラコニクスはスパルタ王に任命された。ラコニクスは男の子であり、ナビスの息子たちと一緒に育てられた、おそらく王族の子孫であった。紀元前192年にアカイアの将軍フィロポエメンがスパルタを占領した後、スパルタはアカイア同盟への加盟を余儀なくされ、スパルタ王の地位は廃止された。ラコニクスが退位した後の人生は不明である。